# Rabatòn
I rabatòn sono un piatto tradizionale di Litta Parodi, in  provincia di Alessandria, in Piemonte.

## Etimologia e storia
Rabatòn è un termine dialettale che significa "ruzzolati", in quanto gli gnocchi vengono rotolati nella farina prima della cottura. Presumibilmente inventati dai pastori della Fraschetta, un territorio della provincia di Alessandria, i rabatòn si servono oggi nei ristoranti. A Litta Parodi, nell'Alessandrino, si tiene ogni anno la sagra del rabatòn. Il piatto rientra fra i PAT del Piemonte.

## Descrizione
I rabatòn si presentano come grossi gnocchi allungati composti dal ripieno di erbe e formaggio usato per preparare i ravioli. Li si prepara mescolando assieme erbe di campo, spinaci (o bietole), formaggi (ricotta e parmigiano) e uova. Una volta preparati gli gnocchi, essi vengono lessati nel brodo e gratinati con burro, formaggio, latte, e salvia o rosmarino.